# Tino Lettieri
Pour les articles homonymes, voir Lettieri.
Tino Lettieri est un footballeur canadien né le 27 août 1957 à Bari (Italie). Il évoluait au poste de gardien de but. Il est le père du joueur de hockey sur glace Vinni Lettieri.
Il a participé à la Coupe du monde 1986 avec l'équipe du Canada.